# Jean-Louis Prevost
Pour les articles homonymes, voir Prevost.
Ne doit pas être confondu avec Jean-Louis Prévost (1838-1927), neurologue et physiologiste suisse.

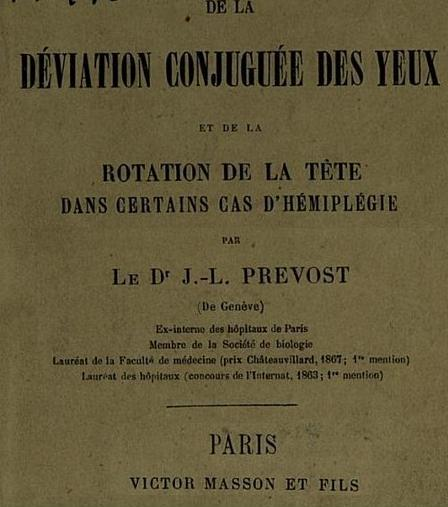

Jean-Louis Prevost, né le 1er septembre 1790 à Genève où il est mort le 14 mars 1850, est un médecin et biologiste suisse auteur de contributions fondamentales à la théorie du développement embryonnaire.

## Biographie
Fils de Jean-René, négociant et de Jeanne-Émilie Moultou. Il étudie la médecine à Paris (1814-1816), puis à Édimbourg où il obtient son doctorat en 1818. Il effectue ensuite un stage de deux ans dans un hôpital de Dublin avant de se fixer à Genève, où il pratique la médecine avec succès tout en se livrant à des recherches de physiologie et d'embryologie. 
En 1820, il fonde le Dispensaire de médecine de Genève avec Louis-André Gosse et Jean-Pierre Dupin. 
En collaboration avec Jean-Baptiste Dumas (1800-1884), le futur chimiste parisien qui était alors apprenti en pharmacie à Genève, il met en évidence le rôle fécondant des spermatozoïdes (1821), ce qui leur vaut le prix Monthyon de l'Académie des Sciences (1824). Cette collaboration a également produit trois "Mémoires sur la génération" parus dans les Annales des Sciences naturelles de 1824. 
Outre la fécondation, ses travaux de physiologie ont porté sur les reins, sur la digestion, sur les muscles et sur le sang, envisageant la possibilité de transfusions sanguines chez l'homme. Il s'est également illustré dans le domaine de l'embryologie expérimentale en publiant avec Hermann Lebert un Mémoire sur la formation des organes de la circulation et du sang dans l'embryon du poulet (1844). 

## Publications
- "De la génération chez les moules des peintres" (Mémoires de la SPHN, t. 3)
- "Note sur la circulation du fœtus chez les ruminants" (Mémoires de la SPHN, t. 4)
- Note sur la régénération du tissu nerveux, 1826.
- De la génération chez le Sèchot (Mulus Gobio), 1828.
- Des organes générateurs chez quelques Gastéropodes, 1832.
- Note sur l'inflammation, [Genève], [s.n.] , [1833].
- Note sur les animalcules spermatiques de la grenouille et de la salamandre, [Genève , 1841?].

En collaboration:
- avec Jean-Baptiste Dumas :

1. Examen du sang et de son action dans les divers phénomènes de la vie, 1821.
2. "Essai sur les animalcules spermatiques de divers animaux" (Mémoires de la SPHN, t. 1, 1821).
3. Mémoire sur les phénomènes qui accompagnent la contraction de la fibre musculaire, [lu à l'Académie des sciences, le 18 août 1823], Imp. de Cellot, 1823.
4. Nouvelle théorie de la génération, 1824.

- avec Lebert: Mémoire sur la formation des organes de la circulation et du sang dans l'embryon de poulet, Impr. Bourgogne et Martinet (Paris), 1844.

- avec Le Royer: Note sur l'acide libre contenu dans l'estomac des herbivores, 1826.

## Note
1. ↑  Prevost (GE) et Jean-Louis Prevost, dans le Dictionnaire historique de la Suisse. On trouve aussi parfois l’orthographe Prévost.